# Сап (болезнь)
Сап (лат. malleus) — контагиозное зоонозное,  преимущественно хронически протекающее инфекционное заболевание, вызываемое бактерией Burkholderia mallei и протекающее по типу септикопиемии с образованием специфических гранулём и абсцессов (сапных узелков) и проявляющееся язвенным ринитом и лимфаденитом, гнойно-некротическими поражениями кожи. В основном сап поражает лошадей, мулов, верблюдов и ослов.
Заболевание имеет высокую летальность, может передаваться человеку. В острой форме сап может быть летален в ста процентах случаев как у животных, так и у людей.
Также заболевание может передаваться животным семейства кошачьих, бурым и серым медведям.
Возбудитель сапа был выделен в 1881 году, а само заболевание было известно с античных времён. Впервые заражение сапом человека от лошади было описано в 1783 году.

## Этиология
Возбудителем сапа является бактерия Burkholderia mallei из семейства Burkholderiaceae. Она имеет вид коротких палочек длиной 2-3 мкм, более коротких в свежих культурах и более длинных, в виде нитей, в более старых. Палочки расположены отдельно в виде диплобацилл. Они неподвижны, не имеют ни спор, ни капсул, грамотрицательные. Не образуют спор и капсул. Растёт бактерия на обычных питательных средах. На глицеринизированном картофеле образуют сходные с каплями мёда прозрачные колонии, которые, сливаясь вместе, создают на поверхности среды тёмно-бурый налёт. В воде и почве сохраняется до 2 месяцев, в выделениях больных животных и трупах  — 2-3 недели. Быстро погибает при нагревании, действии ультрафиолетовых лучей. Палочка чувствительна к воздействию ряда дезинфицирующих средств, в частности 3%-5% раствору  едкой щёлочи, раствору хлорной извести более 5%, раствору формалина более 5%, 3% раствору хлорамина. Для обеззараживания одежды после контакта с больными животными её необходимо прокипятить в 2% растворе соды. Также бактерия  гибнет при дезинфекции  спиртом 80% концентрации.

## Эпизоотология
В настоящее время эпизоотии сапа не регистрируются, так как среди животных это заболевание встречается редко. Оно встречается спорадически у лиц, имеющих контакт с животными, больными сапом, и чаще носит профессиональный характер. Источниками и носителями инфекции являются лошади, но могут быть также инфицированы мулы, ослы, верблюды. Другие животные и рогатый скот к этому заболеванию нечувствительны. Животные, заразившиеся сапом в хронической или латентной форме, как правило, не умирают, но остаются носителями инфекции. Заражение в острой форме практически всегда имеет летальный исход. Человек заражается при непосредственном контакте с больными животными. Передача осуществляется через повреждённую кожу, корма, воду, пищу, вместе с выделениями больного животного (мокрота, гной, кашель). При близком контакте с животным  заражение возможно воздушно-капельным путём. В острой форме заболевание приводит к гибели в течение 8-30 дней, в хронической форме заболевание может длиться годами.

## Патогенез
Возбудитель сапа попадает в организм через слизистые, через инфицированную воду либо через небольшие повреждения кожных покровов и распространяется по лимфатической системе в виде лимфангиитов и регионарных лимфаденитов. Затем он попадает в кровяное русло, вызывая появление в органах гранулём, которые состоят из эпителиоидных клеток и нейтрофильных лейкоцитов. В этих гранулёмах происходит гнойное расплавление, возникает септико-пиемический процесс, метастатические абсцессы. Появляется сыпь на коже и слизистых оболочках. В лёгких образуются мелкие узелки, сходные с туберкулёзными бугорками и превращающиеся в небольшие абсцессы. Возникает лобулярная пневмония. Абсцессы образуются и в других органах. При переходе патологического процесса в хроническую форму в узелках преобладают признаки пролиферации. Развиваются полиартриты, проявления сепсиса.

## Диагностика
Сап диагностируется на основе клинического осмотра животного, а также взятия серологических, аллергических, бактериологических и гистологических анализов. Посмертно заражение сапом у животных диагностируется методами патанатомии.
Основаниями для установки диагноза сап является комплекс  признаков и полученных результатов исследований: наличие характерных для этого заболевания изменений во внутренних органах и тканях, обнаружение соответствующей культуры во взятом для анализа материале либо получение положительных результатов биологического исследования.
При постановке диагноза необходимо исключить возможность таких заболеваний, как бластомикоз, язвенный лимфангит и мыт.

## Клиническая картина
По течению заболевания различают острую и хроническую формы.
Острая форма у человека имеет инкубационный период от одного до пяти дней, характеризуется быстрым подъёмом температуры тела до 38-39 градусов, головной болью, резкими болями в мышцах и суставах. В месте проникновения возбудителя возникает выраженно окрашенная папула, которая позднее переходит в типичные для болезни множественные язвенные поражения. Первыми страдают кожа и слизистые, при развитии заболевания страдают внутренние органы. Наиболее часто от сапа страдают лёгкие, а также мышечные и костные ткани. При проведении диагностики выявляется пневмония, а также глубокие абсцессы с гнойным расплавлением тканей. 
Инкубационный период при острой форме у животных от 3 дней до двух недель. Температура тела повышается до 42 градусов, сопровождается выраженным ознобом, покраснением и отёком слизистых, заметной слабостью и отказом от пищи. На открытых слизистых оболочках при развитии заболевания появляются папулы, перерастающие в некротические поражения. Также могут появляться изъязвления в паховой области и внутренней поверхности бедра.  
Общим у животных и человека при развитии острой формы сапа является возникновение затруднённого дыхания, образование носовых выделений,  а также опухание лимфатических узлов. 
Хроническая форма течения сапа в свою очередь имеет три формы — кожную, лёгочную и носоглоточную. При хроническом течении заболевания летальность также является очень высокой и может достигать 50%.
К общим симптомам хронической формы сапа у животных и человека относятся повышение температуры, озноб, ломота в теле, головная боль, рвота, общая слабость. Местные проявления заключаются в том, что в месте попадания инфекции возникает узелок, превращающийся в изъязвление, окружённое тяжами лимфангиита красновато-фиолетового цвета, простирающимися до регионарных узлов, вся область припухает, возникает сильный отёк, придающий ей вид флегмоны, покрытой корками, пустулами, омертвевшими тканями. При тяжёлых формах появляется гипертермия, тошнота, рвота, артралгия. На 5-7 день у людей на коже лица появляются пустулы, которые изъязвляются; иногда процесс затрагивает конъюнктиву. Аналогичный процесс и на мордах животных, наиболее сильно затрагивая области глаз и мочки носа. Возникает боль в груди, кашель с отхождением гнойной мокроты. В лёгких прослушиваются хрипы, возникает ползучая пневмония. В дальнейшем могут возникнуть гнойные артриты. Отмечаются тахикардия, гипотония, острая сердечная недостаточность. В периферической крови отмечаются лейкоцитоз, нейтрофильный сдвиг, СОЭ повышена. А кожная форма характеризуется длительным течением, медленно развивающимися кожными проявлениями. При хронической форме сапа в течение 2-3 месяцев формируются кожные узлы, превращающиеся в абсцессы, из которых после образования пустул выделяется жидкость. В мышцах тоже развиваются абсцессы. В гное есть возбудители сапа. Иногда развиваются локальные формы сапа (язвы образуются в только в месте попадания инфекции). Хроническая форма сапа может длиться до 3 лет.
В качестве осложнения сапа могут возникать пневмосклерозы, абсцессы лёгких и головного мозга, а также гнойный менингит.

## Иммунитет
При сапе он является нестерильным-инфекционным. Лошади с латентным сапом относительно устойчивы к повторному заражению, животные выздоровевшие более восприимчивы. Постоянного иммунитета после перенесения заболевания не формируется.

## Лечение
Для лечения сапа у человека используются сульфаниламидные препараты, сочетание канамицина с хлорамфениколом. Лечение продолжается 25—30 дней. Одновременно очень осторожно, чтобы не заразиться и не распространить инфекцию, вскрывают и обрабатывают кожные поражения. Показаны антибиотики: (пенициллин, стрептомицин, доксициклин, карбапенемы (имипенем)). Одновременно с этим вводится маллеин. При тяжёлых формах вводится гемодез, реополиглюкин. Проводится витаминотерапия. Иногда проводят симптоматическое лечение. В связи с высокой степенью опасности и неизлечимостью заболевания в острой форме при появлении клинических признаков лечение сапа у животных запрещено. В целях предотвращения эпизоотий поголовье, контактировавшее с заболевшим животным, может быть истреблено.

## Применение в качестве биологического оружия
Заражение сапом применялось в качестве биологического оружия в период активного использования лошадей в армиях различных стран мира. С уходом от использования конной тяги в ВС эффективность применения сапа в качестве биооружия снизилась в связи с тем, что люди гораздо менее восприимчивы к нему. Использование бактерий сапа, как и ряда других микроорганизмов, которые могут быть применены в качестве биологического оружия, запрещено международными конвенциями.